# Rookie del Año de la PBA
El Rookie del Año de la Philippine Basketball Association (Philippine Basketball Association Rookie of the Year) es un premio anual otorgado por la PBA al jugador más destacado en su primera temporada en la liga. El premio se creó en 1976.

## Ganadores

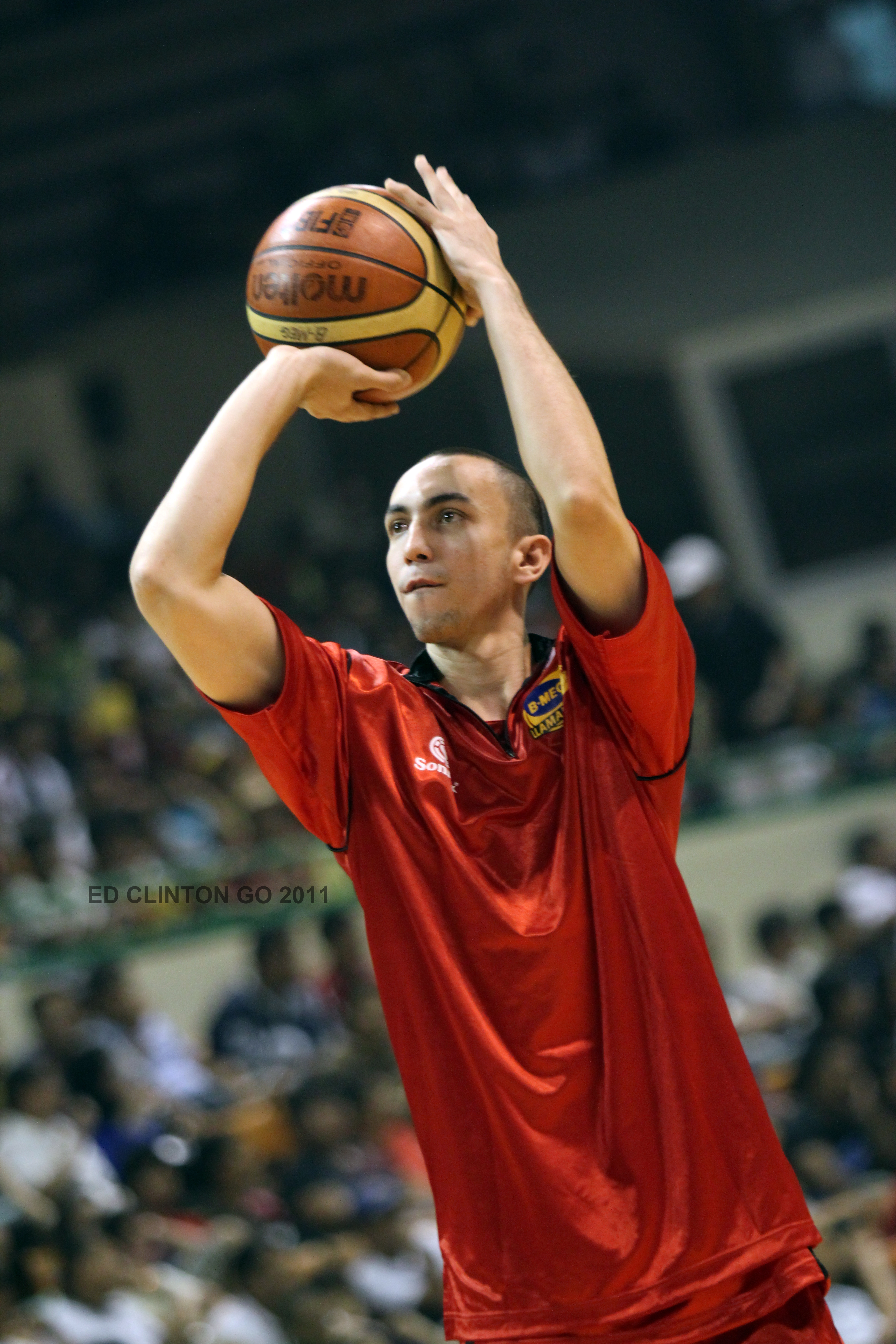
Rico Maierhofer ganó el premio en 2010.

| Temporada | Nombre            | Equipo           | Universidad                |
| --------- | ----------------- | ---------------- | -------------------------- |
| 1976      | Gil Cortez        | Toyota           | San Beda                   |
| 1977      | Jimmy Tanguines   | Tanduay          |                            |
| 1978      | Jimmy Manansala   | Tanduay          | UE                         |
| 1979      | Arnie Tuadles     | Toyota           | UV                         |
| 1980      | Willie Generalao  | Gilbey's Gin     | UV                         |
| 1981      | Rafael Sison      | Presto           |                            |
| 1982      | Marte Saldaña     | San Miguel       | FEU                        |
| 1983      | Ricardo Brown     | Great Taste      | Pepperdine                 |
| 1984      | Willie Pearson    | Crispa           | Chaminade                  |
| 1985      | Leo Austria       | Shell            | Lyceum                     |
| 1986      | Dondon Ampalayo   | Ginebra          | USJ-R                      |
| 1987      | Allan Caidic      | Great Taste      | UE                         |
| 1988      | Jojo Lastimosa    | Purefoods        | Ateneo                     |
| 1989      | Benjie Paras      | Shell            | UP Diliman                 |
| 1990      | Gerry Esplana     | Presto           | FEU                        |
| 1991      | Eugene Quilban    | Alaska           | SSC-R                      |
| 1992      | Bong Ravena       | San Miguel       | UE                         |
| 1993      | Jun Limpot        | Sta. Lucia       | De La Salle                |
| 1994      | Boybits Victoria  | Swift            | San Beda                   |
| 1995      | Jeffrey Cariaso   | Alaska           | Sonoma State               |
| 1996      | Marlou Aquino     | Ginebra          | Adamson                    |
| 1997      | Andy Seigle       | Mobiline         | New Orleans                |
| 1998      | Danny Ildefonso   | San Miguel       | NU                         |
| 1999      | Danny Seigle      | San Miguel       | Wagner                     |
| 2000      | Davonn Harp       | Red Bull         | Kutztown                   |
| 2001      | Mark Caguioa      | Barangay Ginebra | Glendale Community College |
| 2002      | Ren-Ren Ritualo   | FedEx            | De La Salle                |
| 2003      | Jimmy Alapag      | Talk 'N Text     | CSU San Bernardino         |
| 2004-05   | Rich Alvarez      | Shell            | Ateneo                     |
| 2005-06   | Larry Fonacier    | Red Bull         | Ateneo                     |
| 2006-07   | Kelly Williams    | Sta. Lucia       | Oakland                    |
| 2007-08   | Ryan Reyes        | Sta. Lucia       | Cal State Fullerton        |
| 2008-09   | Gabe Norwood      | Rain or Shine    | George Mason               |
| 2009-10   | Rico Maierhofer   | B-Meg Derby Ace  | De La Salle                |
| 2010-11   | Rabeh Al-Hussaini | Petron Blaze     | Ateneo                     |